# Berit Moen Johansen
Berit Moen Johansen er en norsk håndboldspiller. Hun spillede 33 kampe og scorede 10 mål for Norges håndboldlandshold mellem 1967 og 1971. Hun deltog også under VM 1971 hvor holdet kom på en 7.-plads.